# Fifi Brindacier (série télévisée)
Cet article concerne la série télévisée. Pour les autres significations, voir Fifi Brindacier (homonymie).
Fifi Brindacier (Pippi Långstrump) est une série télévisée germano-suédoise en treize épisodes de 24 minutes, réalisée par Olle Hellbom et diffusée à partir du 8 février 1969 sur la chaîne suédoise SVT. Elle a été suivie de deux téléfilms de 100 minutes. Elle est basée sur le personnage éponyme d'Astrid Lindgren.
Au Québec, la série a été diffusée à partir du 9 septembre 1970 à la Télévision de Radio-Canada, puis rediffusée à partir du 13 septembre 1987 sur TVJQ et à partir du 3 juin 1989 au Canal Famille. En France, elle a été diffusée à partir du 1er avril 1971 sur la Première chaîne de l'ORTF, puis rediffusée en 2005 sur Ma Planète et en 2012 sur Boing France.
En 2008, Studio 100 a racheté la société allemande EM.Entertainment, jusqu'alors propriétaire de la série télévisée,.

## Synopsis
Fifi Brindacier est une drôle de petite fille rousse au visage constellé de taches de rousseur, intrépide, joyeuse et dotée d'une force incroyable. Fille d'un pirate des mers du Sud, elle vit seule dans une grande maison en compagnie de son singe, Monsieur Dupont, et de son cheval, Oncle Alfred. Ne connaissant aucune contrainte, elle entraîne ses petits voisins, Annika et Tommy, dans des aventures extraordinaires…

## Distribution
- Inger Nilsson (VQ : Nicole Fontaine) : Fifi Brindacier
- Maria Persson (VQ : Ève Gagnier) : Annika Settergren
- Pär Sundberg (VQ : Flora Balzano) : Tommy Settergren
- Beppe Wolgers (VQ : Luc Durand) : le capitaine Efraim Långstrump, le père de Fifi
- Margot Trooger (VQ : Claudine Chatel) : Fröken Prysselius Prussiluskan (tante Persilla)
- Hans Clarin (VQ : Benoît Marleau) : Dunder-Karlsson, cambrioleur
- Paul Esser (VQ : Serge Turgeon) : Blom, cambrioleur
- Ulf G. Johnsson (VQ : Victor Désy) : Kling, agent de police
- Göthe Grefbo (VQ : Jean Fontaine) : Klang, agent de police
- Fredrik Ohlsson (sv) (VQ : Jean Galtier) : Sven Settergren, père de Tommy et Annika
- Öllegård Wellton (VQ : Claudine Chatel) : Ingrid Settergren, mère de Tommy et Annika
- Staffan Hallerstam (sv) : Bengt

## Épisodes
1. Fifi est arrivée (Titre original: Pippi flyttar in i Villa Villekulla) (Diffusion originale: 8 février 1969)
2. Fifi et les dames du club (Titre original: Pippi är sakletare och går på kalas) (Diffusion originale: 15 février 1969)
3. Fifi fait des courses (Titre original: Pippi går i affärer) (Diffusion originale: 22 février 1969)
4. Fifi joue au dragon (Titre original: Pippi ordnar en utflykt) (Diffusion originale: 1er mars 1969)
5. L'anniversaire de Fifi (Titre original: Pippi får besök av tjuvar) (Diffusion originale: 8 mars 1969)
6. Fifi à la foire (Titre original: Pippi går på tivoli) (Diffusion originale: 15 mars 1969)
7. Fifi va à l'école (Titre original: Pippi i den första snön) (Diffusion originale: 22 mars 1969)
8. Fifi fête Noël (Titre original: Pippis jul) (Diffusion originale: 29 mars 1969)
9. Fifi et le Spunk (Titre original: Pippi hittar en spunk) (Diffusion originale: 5 avril 1969)
10. Fifi en ballon (Titre original: Pippis ballongfärd) (Diffusion originale: 12 avril 1969)
11. Fifi naufragée (Titre original: Pippi är skeppsbruten) (Diffusion originale: 19 avril 1969)
12. Fifi fait ses adieux (Titre original: Pippi håller avskedskalas) (Diffusion originale: 26 avril 1969)
13. Fifi et le capitaine Ephrain (Titre original: Pippi går ombord) (Diffusion originale: 3 mai 1969)

La série est suivie de deux films de 94 et 99 minutes, chacun découpé en quatre parties pour leur diffusion à la télévision :
1. Fifi Brindacier et les pirates (Pippi Långstrump på de sju haven)
2. Les Randonnées de Fifi Brindacier (På rymmen med Pippi Långstrump)

## Commentaires
- La série a entièrement été tournée sur l'île de Gotland, près de Visby, à Kneippbyn, se trouve la Villa Villekulla (en) où demeure l'héroïne.
- Cette série fait suite à un téléfilm réalisé par Olle Hellbom en 1969.
- L'une des particularités de la série télévisée tient au générique et aux chansons. La mélodie est la même dans toutes les langues, mais seuls les textes changent. Il est ainsi possible de reconnaître Fifi dans d'autres langues[5].
- En 1998, les aventures de la fillette ont donné naissance à une série télévisée d'animation, également intitulée Fifi Brindacier.